# Зцілення двох сліпих у Галілеї

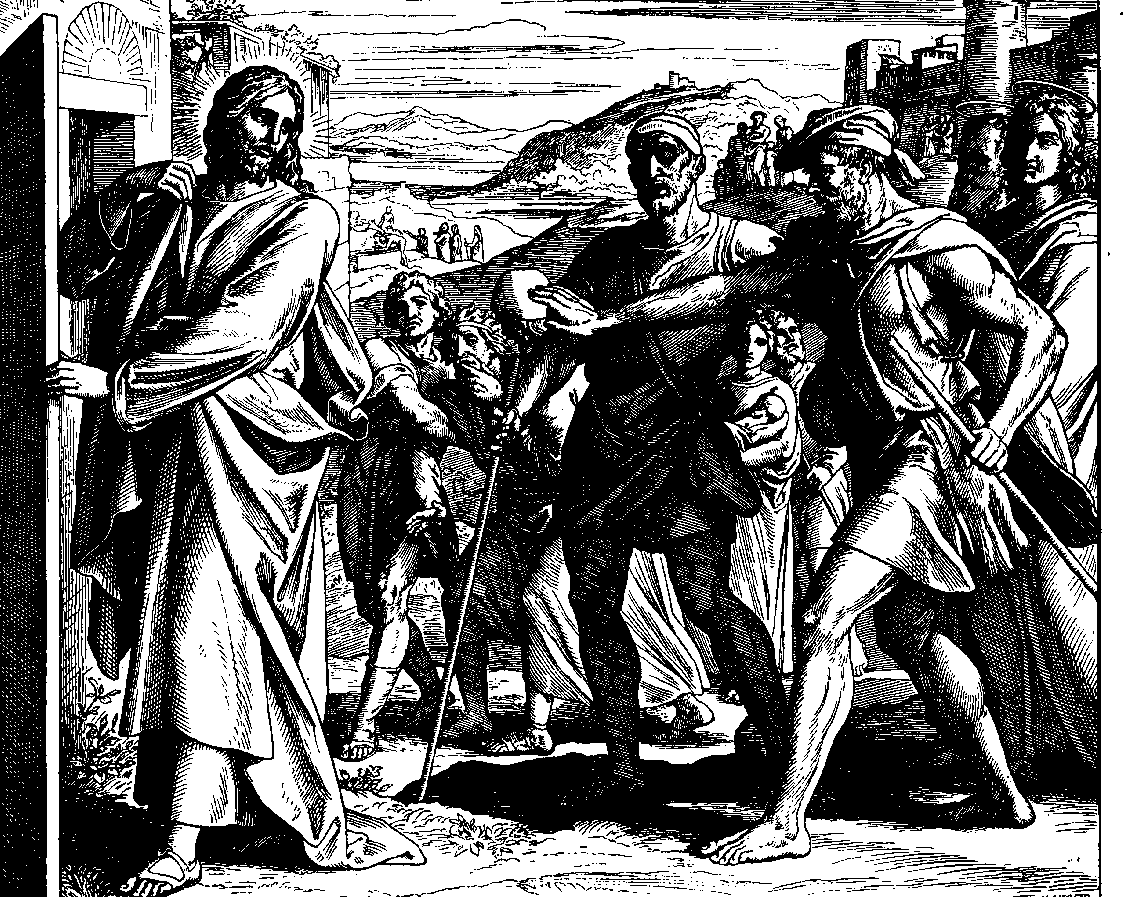
Ісус Христос і два сліпці. (Юліус Шнор, 19 ст.)

Зцілення двох сліпих у Галілеї — євангельська подія, одно з чудес Ісуса Христа описана у Євангелії від Матея: Мт. 9:27-31. Розповідь йде безпосередньо після історії про воскресіння дочки Яіра.

## Подія
Згідно з євангельською розповіддю, Ісус продовжує свій шлях після воскресіння дочки Яіра і за ним йдуть двоє сліпих, кличучи «Помилуй нас, сину Давидів!». Ісус не затримується і не відповідає спочатку на ці заклики. Він доходить до хати, де перебував, входить до неї, а два сліпці ідуть за ним. Така неуступність сліпців була вірою, якраз такою, яку недавно Ісус похвалив і поручав хворій жінці та Яірові. Крім того, месіянська назва у приміщенні не виявлялась необережною, тож Ісус починає говорити із двома благаючими: :
Подія являє собою можливо вільну адаптацію однієї історії з Євангелій від Марка про зцілення сліпого на ім'я Вартимей. У практиці, характерній для автора Євангелія від Матвія, кількість людей подвоюється, а непотрібні деталі видаляються. Про цю ж історію розповідається пізніше в тому самому Євангелії (Мт. 20:29-34) з майже однаковими деталями. Автор Євангелія від Матея у цій події використовує означення Ісуса як «сина Давида», щоб показати, що зцілення вказують Ісуса як на Месію.